# Jazzcore
Sous-genres
Mathcore
Genres associés
Zeuhl, grindcore, nouvelle musique
Le jazzcore, également connu sous le nom de jazz metal,  est un sous-genre musical du heavy metal ou du punk hardcore avec des influences diversement pondérées dans les domaines de l'avant-garde jazz, de la musique bruitiste, du punk hardcore et du jazz fusion. Le style est considéré comme précurseur du mathcore ou chaoscore et généralement comme une évolution du spectre du rock progressif, parfois qualifié de zappaesque. En raison de la notion extrême de ce genre, les représentants du jazzcore sont souvent classés dans l'avant-garde ou le concept de musique expérimentale.

## Histoire

### Précurseurs

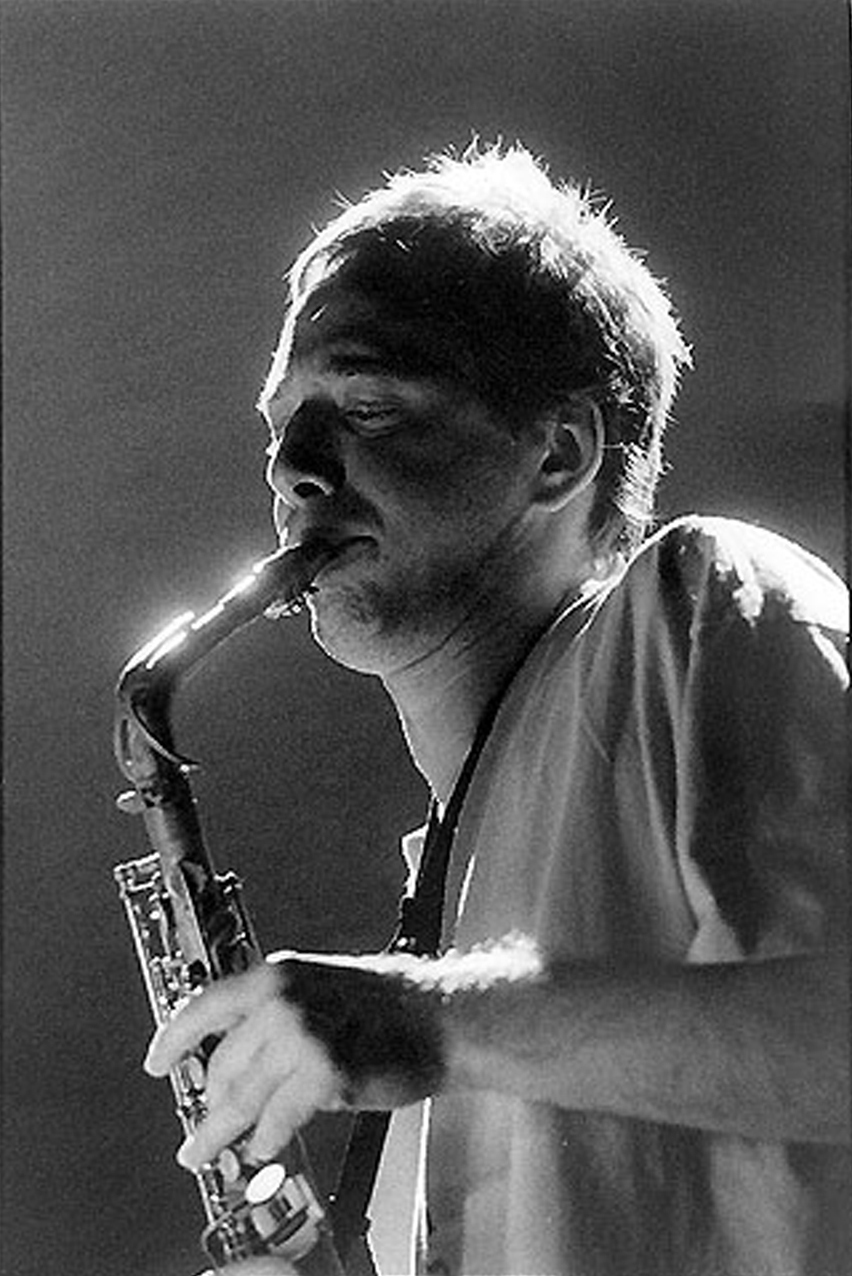
John Zorn, saxophoniste, compositeur et principal initiateur du jazzcore.

Le groupe punk londonien Cardiacs, fondé en 1977, peut généralement être considéré comme le principal précurseur. Très tôt, ils ont combiné le ska, le punk et le rock progressif. Les Cardiacs ne pouvaient pas encore présenter l'alternance extrême des rythmes et la diversité des styles des groupes ultérieurs. En outre, les groupes de jazzcore qui ont suivi ont d'abord généré eux-mêmes les parts élevées de free jazz et de musique bruitiste. Mais sous l'influence des Cardiacs, No Means No, Victims Family et Mr. Bungle ont commencé à développer leur propre style.

### Développement
C'est au milieu des années 1980 qu'apparurent pour la première fois des groupes mêlant punk rock, funk, musique bruitiste, et rock progressif à tendance jazz. Les premiers représentants principaux, Minutemen, No Means No et Victims Family, ont été qualifiés de jazzcore de la part de la presse musicale,,, bien que ces représentants aient moins intégré le jazz comme une fin en soi dans leur musique. Au lieu de cela, ils ont réarrangé le hardcore et le punk, élargissant ainsi le spectre du punk.
En 1988, le musicien de jazz John Zorn, passionné de thrash metal, de grind et de punk hardcore, fonde le projet de groupe avant-gardiste Naked City afin d'expérimenter l'écriture musicale dans un cadre classique de rock, de metal et de punk, et publie avec ce projet l'année suivante un morceau bien plus radical que celle de No Means No, encore clairement ancrée dans le punk. Zorn adopte l'attitude et le tempo du grind et du punk hardcore et les intègre dans son collage sonore de différents styles musicaux, à tel point que les éléments du hardcore ont dominé le son du groupe. Ainsi, Zorn, qui avait déjà tenté une expérience similaire en 1986 avec Spy vs. Spy, se fait remarquer par un public jusqu'alors plutôt atypique pour lui, car depuis Naked City, le nom de John Zorn est également connu au niveau international dans les milieux du metal et du punk, et les nouveaux disques sont depuis discutés par différents secteurs de la presse musicale qui n'ont normalement aucun lien avec les domaines de la nouvelle musique ou du jazz,.
Relativement rapidement, d'autres interprètes issus des domaines de l'avant-garde jazz et de la nouvelle musique ont également intégré le hardcore dans leur son. Le Japonais Yoshihide Ōtomo, très populaire dans le domaine de la nouvelle musique, fonde en 1990 le groupe Ground-0. Le projet suisse Alboth! fait ses débuts en 1991 avec des arrangements similaires et les musiciens de jazz de Der blaue Hirsch se sont également orientés vers le jazzcore en s'inspirant des structures du rock et du hardcore,.
Les idées de Zorn ont particulièrement influencé certains musiciens et groupes qui se recrutaient principalement dans les styles de metal extrême, de hardcore et de funk metal. Des groupes comme Fantômas, Botch ou The Dillinger Escape Plan ont imité ce nouveau style. Grâce à des groupes principalement orientés vers la technique comme Botch ou Rorschach, une scission s'est rapidement développée, connue sous le nom de chaoscore ou mathcore. Les groupes davantage enracinés dans le metal, comme Fantômas par exemple, ont également établi le terme jazz metal, bien que la différence musicale entre jazzcore et jazz metal semble plutôt marginale.

## Caractéristiques et impact

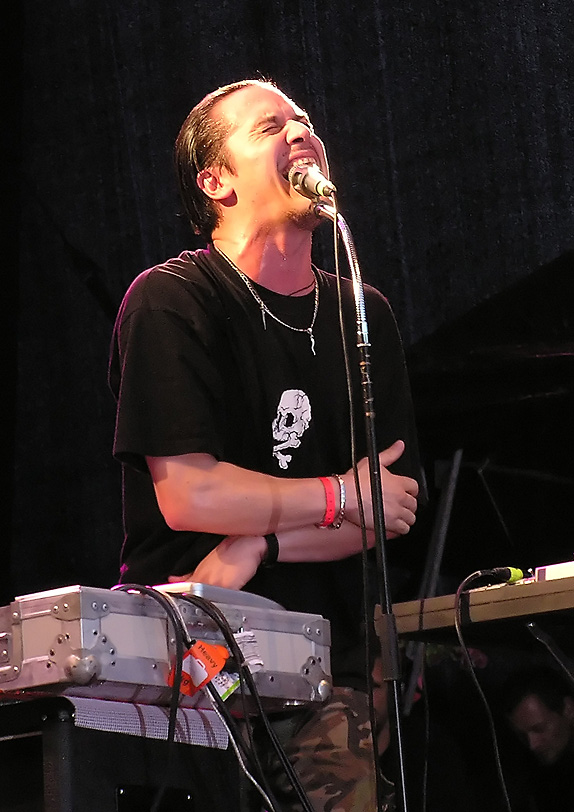
Mike Patton lors d'un concert avec le projet jazzcore Fantômas.

Le jazzcore se caractérise par l'utilisation d'instruments atypiques pour le metal et le punk hardcore, en particulier le saxophone, ainsi que par la récurrence du collage et du montage, et par de fréquents et brusques changements de style, de tempo et de dynamique,,. Le jazzcore cite souvent des facettes d'autres genres musicaux, les mélange et les transforme en quelque chose de nouveau. Outre les styles pop, rock et metal courants, on y trouve également des genres musicaux folkloriques. En raison de cette profusion de styles, ainsi que des changements de tempo et de dynamique, la musique semble superficiellement chaotique et dissonante. Le changement constant et imprévisible ne permet pas à l'auditeur de consommer directement la musique et le déroulement global des morceaux n'est donc pas prévisible et reste surprenant. Le style musical est ainsi souvent qualifié de ludique et de complexe. Le schéma habituel de la musique pop et rock, composé d'un pont, d'un refrain et d'un couplet, n'est que rarement utilisé dans le jazzcore, et un thème mélodique de base ou une structure rythmique persistante, comme c'est le cas pour le jazz, est plutôt inhabituel,.
Certains représentants de la musique extrême, comme Fantômas, s'essaient plutôt à la poésie symphonique. Malgré la finesse technique et l'exigence de créer une musique toujours reproductible, c'est-à-dire que l'on renonce presque entièrement à l'improvisation, les musiciens procèdent toujours avec un certain degré d'autodérision.
Le chant n'est pas fixe ; alors que certains groupes comme No Means No, Victims Family et Mr. Bungle ont utilisé beaucoup de chant clair, d'autres représentants du genre tendent vers le chant guttural. L'extrême de cette forme de chant peut alors aller jusqu'à l'onomatopée, ainsi certains groupes comme Alboth! ou The Moonchild Trio, un autre projet de John Zorn, se passent de texte et utilisent la voix du chanteur comme un pur instrument.

« Notre chanteur Lieder se constitue un réservoir de mots et de syllabes pour chaque morceau, une langue à lui, si tu veux, qui est tissée rythmiquement avec la musique. Chez nous, la voix est un instrument qui ne doit pas être chargé de mots pour ne pas prendre un autre sens. »

— Interview de Christian Pauli d'Alboth! dans la 23e édition du Ox-Fanzine en 1996
Le style de jeu complexe et la tendance au gore exacerbé dans de nombreuses créations visuelles définissent également le jazzcore comme un sous-genre du metal extrême. Des groupes comme Voivod, qui recourent à des structures de chansons similaires et correspondaient tout à fait aux idées du genre, sont des frontaliers, mais sont généralement classés dans le metal et ses nombreux sous-genres.

## Influence
Le style n'a pas seulement influencé directement le mathcore, mais a également ouvert de nouvelles possibilités d'expression à d'autres musiciens issus du rock, du metal et du punk hardcore. Le genre musical anticipait certains extrêmes du boom du crossover du début des années 1990. Les interprètes de funk metal en particulier, et plus tard les groupes de nu metal, ont pu s'appuyer sur le jazzcore sous une forme réduite. Ainsi, les premiers Red Hot Chili Peppers, Primus, Living Colour ainsi que System of a Down et Korn ont été clairement influencés par le jazzcore.
Dans cet entrelacs d'influences et de contre-influences, une place à part doit être accordée au groupe de crossover Faith No More, et en particulier à son chanteur Mike Patton. Patton a été recruté dans le groupe en 1989 par Jim Martin, qui venait de voir en concert le groupe Mr. Patton a ensuite apporté son propre style au groupe et a augmenté la popularité de ses autres projets, comme les expériences noise avec Maldoror, les albums solo avant-gardistes et les Fantômas, fondés en 1999. Des éléments de jazzcore étaient nettement plus présents par la suite dans les morceaux de Faith No More. Patton, quant à lui, a déjà collaboré à plusieurs reprises avec John Zorn pendant ses années au sein de Faith No More, ainsi qu'avec The Dillinger Escape Plan en 2002.

## Délimitation et recoupements
Il arrive que des interprètes de death metal technique soient qualifiés de jazz metal, mais la musique de Death, Cynic et Atheist ne fait que mêler le death metal à des éléments de rock progressif et de jazz fusion. En comparaison avec le jazzcore, le death metal tech change moins intensément les schémas de mesure et fondamentalement pas le style musical dominant, de plus des éléments de musique bruitiste et d'avant-garde jazz n'ont aucune influence dans le death metal tech.
Le mathcore, en revanche, suit une approche similaire à celle du jazzcore. De nombreux représentants populaires oscillent entre les deux styles musicaux. Dans le mathcore, le free jazz et surtout le noise sont souvent réduits au profit d'une plus grande complexité des mesures et des riffs. Les transitions entre les styles sont alors fluides.
Le groupe Diablo Swing Orchestra est lui aussi parfois qualifié de jazz metal, mais il joue son propre crossover de jazz plutôt traditionnel et de metal. Les éléments de free jazz ou de musique nouvelle sont totalement absents et les changements brusques de rythme et de style ne font pas non plus partie du son du groupe.

## Critique
Dans son livre If the Kids Are United, paru pour la première fois en 1997, Martin Büsser critique le jazzcore comme étant un terme vague, issu de l'esprit de catégorisation de tous les consommateurs de musique. L'utilisation de ce terme pour de nombreux groupes dévaloriserait aussi bien le punk hardcore que le jazz, car même les groupes qui n'utilisent que des instruments non punks se verraient attribuer l'étiquette « jazzcore » sans aucune critique. D'autre part, il qualifie cette musique de musique minoritaire extrême qui, sous l'emprise de l'avant-garde, peut perdre les racines du hardcore et devenir une fin en soi virtuose.

« Si l'on suit ce raisonnement, ce que l'on traite sous le terme de jazzcore (...) est exposé au danger de se dissoudre dans un sens artistique complet, de devenir un déchet intellectualisé de cette sauvagerie ininterrompue qu'a pourtant été le punk. La frontière est très mince (...) entre les groupes qui parviennent à conserver une énergie punk à un niveau musical élevé et ceux qui confondent la construction rigide de riffs et de breaks tordus avec une évolution ou même une radicalisation. »

— Martin Büsser